# Черазо (Терамо)
Черазо (итал. Ceraso) је насеље у Италији у округу Терамо, региону Абруцо.
Према процени из 2011. у насељу је живело 43 становника. Насеље се налази на надморској висини од 897 м.